# Mark Zuckerberg
Mark Elliot Zuckerberg (White Plains, 14 de maig de 1984), és un programador i empresari estatunidenc, cofundador de la xarxa social Facebook. Actualment té el 24% de les accions de Facebook. El 2010 va ser nomenat Persona de l'Any de la Revista Time.

## Vida personal
Zuckerberg va néixer a White Plains, Nova York, fill de Karen, una psiquiatra, i Edward, un dentista. Mark, i les seves tres germanes, cresqueren a Dobbs Ferry, Nova York, en una casa jueva reformada Els seus pares són jueus, encara que ell és ateu. Els seus besavis eren jueus emigrants d'Àustria, Alemanya i Polònia. Zuckerberg va anar inicialment a Ardsley High School abans de traslladar-se a Phillips Exeter Academy. Era capità de l'equip d'esgrima.

### Desenvolupament de programari

#### Primers anys
Zuckerberg va començar a utilitzar ordinadors i programari d'escriptura a l'escola secundària. A l'institut, va crear un programa que permetia que tots els ordinadors entre casa seva i el consultori dental del seu pare es comuniquessin entre ells. Durant els anys de secundària de Zuckerberg, va treballar per construir un reproductor de música anomenat Synapse Media Player. El dispositiu va utilitzar aprenentatge automàtic per conèixer els hàbits d'escolta de l'usuari, que es va publicar a Slashdot i va rebre una puntuació de 3 sobre 5 de PC Magazine. Un perfil de The New Yorker deia de Zuckerberg: uns quants nens jugaven a jocs d'ordinador. Mark els va crear.

#### Anys universitaris
Microsoft i AOL intentaren comprar Synapse i contractar Mark, però ell preferí anar a la Universitat Harvard, on ingressà el setembre de 2002, i estudiar informàtica. Durant el seu segon any a la universitat, conegué la seva parella actual, Priscilla Chan.

The New Yorker va assenyalar que quan Zuckerberg va començar les classes a Harvard el 2002, ja havia aconseguit una reputació com a prodigi de la programació. Va estudiar psicologia i informàtica i va pertànyer a Alpha Epsilon Pi i Kirkland House. Durant el seu segon any, va escriure un programa que va anomenar CourseMatch, que permetia als usuaris prendre decisions de selecció de classe basant-se en les eleccions d'altres estudiants i ajudar-los a formar grups d'estudi. Més tard, va crear un programa diferent que va anomenar inicialment Facemash que permetia als estudiants seleccionar la persona més atractiva entre una selecció de fotos. Arie Hasit, company de pis de Zuckerberg en aquell moment, va explicar:
| « | Teníem llibres anomenats Face Books, que incloïen els noms i fotografies de tots els que vivien als dormitoris dels estudiants. Al principi, va construir un lloc i va col·locar dues imatges o imatges de dos homes i dues dones. Els visitants del lloc havien d'escollir qui era més calent i segons les votacions hi hauria un rànquing. | » |

El lloc va funcionar durant un cap de setmana, però dilluns al matí, la universitat el va tancar, perquè la seva popularitat havia bloquejat un dels commutadors de xarxa de Harvard que impedia als estudiants accedir a Internet. A més, molts estudiants es van queixar que les seves fotos s'estaven utilitzant sense permís. Zuckerberg es va disculpar públicament i el diari estudiantil va publicar articles que afirmaven que el seu lloc era completament inadequat.
Quan llançà Facebook i començà a tenir èxit, es traslladà a Califòrnia per continuar amb el seu desenvolupament i abandonà la carrera universitària que estava estudiant.

### Creences religioses
Criat com a jueu reformista, Zuckerberg es va identificar més tard com a ateu. No obstant això, va dir el 2016 que «vaig passar per un període en què em vaig qüestionar les coses, però ara crec que la religió és molt important».

### Altres interessos
El 2017, Zuckerberg i la seva dona van iniciar una gira per tot el país «per visitar tots els estats de la unió i aprendre més sobre una part dels gairebé dos mil milions de persones que utilitzen habitualment la xarxa social». Es va reunir amb agricultors i propietaris d'empreses i va parlar a l'Mother Emanuel, on va tenir lloc el tiroteig el 2015.
En una aparició de l'agost de 2022 a The Joe Rogan Experience, Zuckerberg va dir que un dels seus més grans laments era competir a l'equip d'esgrima a l'escola secundària en lloc de lluitar. Motherboard ho va criticar implícitament comparant-ho amb un altre possible lament: «el genocidi de Facebook a Myanmar perquè no es va molestar a contractar moderadors que parlin birmà», un incident pel qual Zuckerberg es va disculpar en aquell moment. En la mateixa entrevista, també va dir que lamentava que Facebook hagués ofegat les publicacions sobre la polèmica de l'ordinador portàtil Hunter Biden.
El 2022, Zuckerburg va començar a formar-se tant en arts marcials mixtes com en jujutsu brasiler. Des d'aleshores, ha comentat obertament sobre el seu amor pels dos esports.

## Estudis
Mark Zuckerberg ingressà a la Universitat Harvard el 2002 on va cursar estudis de psicologia i ciències de la computació i formà part d'una fraternitat jueva anomenada Alpha Epsilon Pi.
A Harvard començà a desenvolupar programes com el CourseMatch, que permetia als estudiants veure la llista d'altres companys de classe o el Facemash, una pàgina on es podien qualificar les estudiants de la facultat. Per aquest motiu, el Departament de Serveis Informàtics de Harvard portà Zuckerberg davant l'administració amb càrrecs d'infracció de la seguretat informàtica i violació de polítiques de privacitat i de propietat intel·lectual.
Harvard insistia que Zuckerberg havia hackejat la intranet de la universitat per alterar imatges de les estudiants sense autorització i per benefici propi, cosa que era falsa. En una biografia no autoritzada sobre ell, se suggereix que en sentir-se rebutjat com estudiant, va fer pública la llista amb les imatges, les quals les havia extret del directori d'estudiants. Zuckerberg en la seva defensa declarà que pensava que la informació havia de ser lliure i oberta al públic. Les accions preses pel Consell Administratiu de Harvard no es van fer públiques.

## Facebook
Mark Zuckerberg llançà Facebook el 4 de febrer de 2005 des del seu dormitori de Harvard. La seva inspiració per a crear Facebook podria haver vingut de la Phillips Exeter Academy, l'escola de preparació on es va graduar el 2003. En aquesta escola publicà el seu propi directori d'estudiants, La llibreta d'adreces de fotos, la qual els estudiants es referien com a Facebook. Aquestes guies de fotos van ser una part important de l'experiència social dels estudiants en moltes escoles privades.
Un cop a la universitat, el Facebook de Zuckerberg començà com una simple cosa de Harvard fins que, comptant amb l'ajut del seu company Dustin Moskovitz, Zuckerberg va decidir que s'havia d'estendre a altres universitats. Primer començà a Stanford, Dartmouth, Columbia, Nova York, Cornell, Pennsilvània, Brown i Yale, i després en altres facultats que tenien contactes amb la Universitat Harvard.
Zuckerberg es traslladà a Palo Alto, Califòrnia, amb Moskovitz i altres companys. Ells van tenir la seva primera oficina de Facebook a mitjan 2004. Segons Zuckerberg, el grup planejava tornar a la Universitat Harvard, però finalment va decidir quedar-se a Califòrnia. Mark i els seus companys havien rebutjat ofertes per part de grans corporacions per comprar Facebook, com per exemple la de Yahoo, que els havia ofert 1000 milions de dòlars.
El 24 d'octubre de 2007, Facebook anunciava que Microsoft havia comprat l'1,6% de les accions de la xarxa social. Aquest contracte va fer que Facebook tingués un valor de 1500 milions de dòlars. El 21 de juliol de 2010, Zuckerberg informà que la companyia havia arribat als 500 milions d'usuaris.
La revista Vanity Fair va nomenar Zuckerberg la persona més influent de l'era de la informació el 2010. El 2009 es trobava en el número 23 de la llista.
Va reiterar aquests objectius a la revista Wired el 2010: «El que realment m'importa és la missió, fer que el món s'obri». Abans, l'abril de 2009, Zuckerberg havia demanat l'assessorament de l'antic director financer de Netscape , Peter Currie, pel que fa a les estratègies de finançament per a Facebook. El 21 de juliol de 2010, Zuckerberg va informar que Facebook havia arribat a la marca dels 500 milions d'usuaris. Quan se li va preguntar si Facebook podria obtenir més ingressos amb la publicitat com a resultat del seu creixement fenomenal, va explicar:
| « | Suposo que podríem ... Si mireu quina part de la nostra pàgina ocupa els anuncis en comparació amb la consulta de cerca mitjana. La mitjana per a nosaltres és una mica menys del 10 per cent de les pàgines i la mitjana de cerca és al voltant del 20 per cent ocupada amb anuncis ... Això és el més senzill que podríem fer. Però no som així. Guanyem prou diners. Bé, vull dir, estem mantenint les coses en marxa; creixem al ritme que volem. | » |

El 2010, Steven Levy, que va escriure el llibre de 1984 Hackers: Heroes of the Computer Revolution, va escriure que Zuckerberg «es considera clarament un pirata informàtic». Zuckerberg va dir que «està bé trencar les coses… per millorar-les». Facebook va instituir hackatons que se celebraven cada sis a vuit setmanes on els participants tenien una nit per concebre i completar un projecte. La companyia va oferir música, menjar i cervesa a les hackatons, i molts membres del personal de Facebook, inclòs Zuckerberg, hi assistien regularment. «La idea és que pots construir alguna cosa realment bona en una nit», va dir Zuckerberg a Levy. «I això forma part de la personalitat de Facebook ara… Definitivament és molt bàsic per a la meva personalitat».
El 2007, Zuckerberg es va afegir a la llista TR35 de MIT Technology Review com un dels 35 millors innovadors del món menors de 35 anys. La revista Vanity Fair va nomenar Zuckerberg número 1 a la seva llista de 2010 de les 100 persones més influents de l'era de la informació. Zuckerberg va ocupar el lloc número 23 a la llista Vanity Fair 100 el 2009. El 2010, Zuckerberg va ser escollit com el número 16 de l'enquesta anual New Statesman sobre les 50 figures més influents del món.

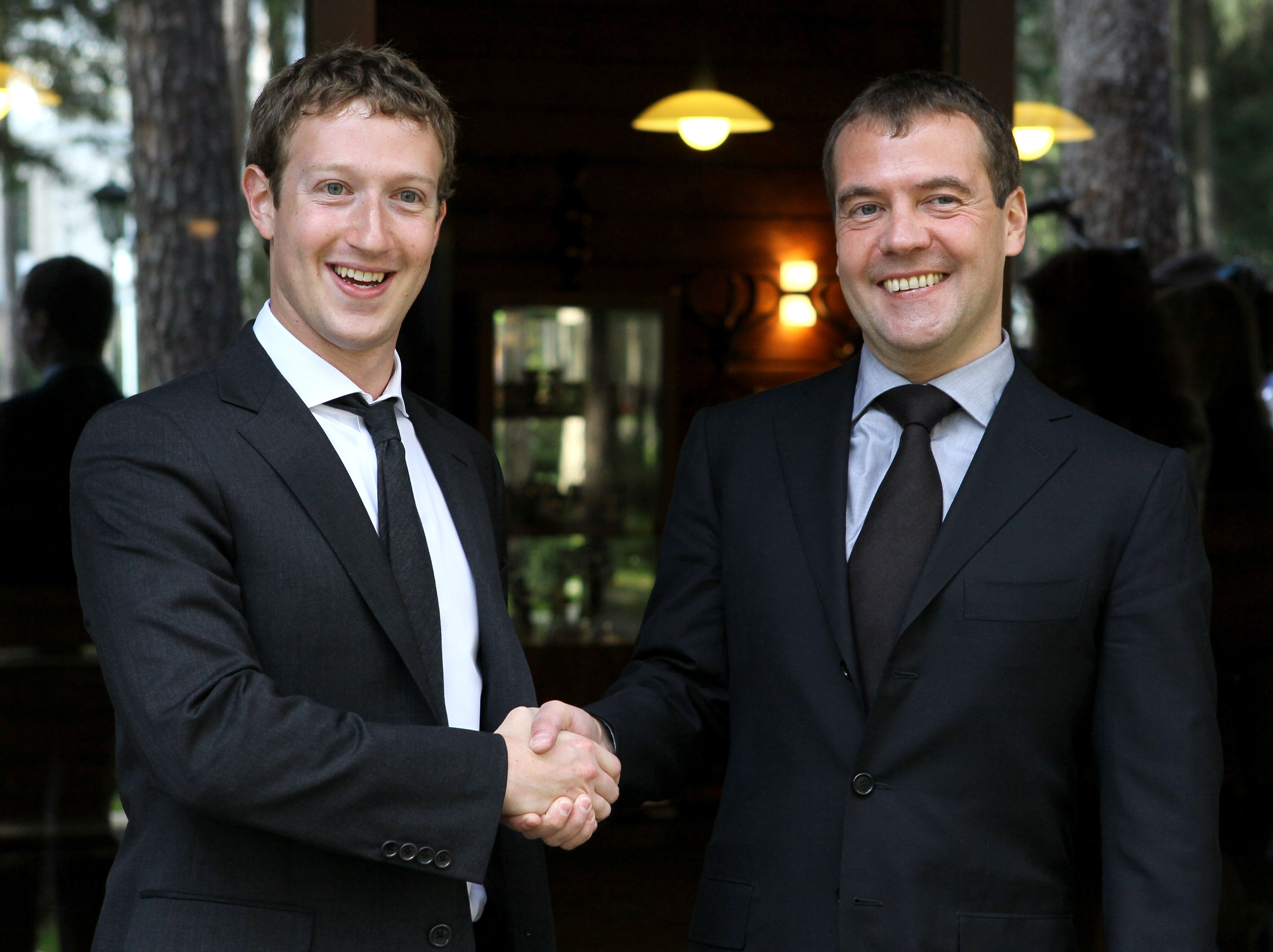
Zuckerberg i el primer ministre rus, Dmitri Medvedev, durant la seva reunió a la residència del líder rus fora de Moscou, l'1 d'octubre de 2012.

En una entrevista de 2011 a PBS poc després de la mort de Steve Jobs, Zuckerberg va dir que Jobs l'havia assessorat sobre com crear un equip directiu a Facebook centrat a crear coses tan bones i de qualitat com tu.
L'1 d'octubre de 2012, Zuckerberg es va reunir amb el llavors primer ministre rus Dmitry Medvedev a Moscou per estimular la innovació de les xarxes socials a Rússia i per impulsar la posició de Facebook al mercat rus. El ministre de Comunicacions de Rússia va tuitar que el primer ministre Dmitri Medvédev va instar el fundador del gegant de les xarxes socials a abandonar els plans per atreure els programadors russos i, en canvi, considerar obrir un centre de recerca a Moscou. El 2012, Facebook tenia aproximadament 9 milions d'usuaris a Rússia, mentre que el clon domèstic VK tenia uns 34 milions. Rebecca Van Dyck, la cap de màrqueting de consumidors de Facebook, va dir que 85 milions d'usuaris nord-americans de Facebook van estar exposats al primer dia de la campanya de promoció Home el 6 d'abril de 2013.
El 19 d'agost de 2013, The Washington Post va informar que el perfil de Facebook de Zuckerberg va ser piratejat per un desenvolupador web a l'atur.
A la conferència TechCrunch Disrupt de 2013, celebrada al setembre, Zuckerberg va declarar que estava treballant per registrar els 5 mil milions de persones que no estaven connectades a Internet a partir de la conferència a Facebook. Aleshores Zuckerberg va explicar que això s'entrellaça amb l'objectiu del projecte Internet.org, pel qual Facebook, amb el suport d'altres empreses tecnològiques, busca augmentar el nombre de persones connectades a internet.
Zuckerberg va ser el ponent principal al Mobile World Congress (MWC) 2014, celebrat a Barcelona, Espanya, el març de 2014, al qual van assistir 75.000 delegats. Diversos mitjans de comunicació van destacar la connexió entre l'enfocament de Facebook en la tecnologia mòbil i el discurs de Zuckerberg, afirmant que el mòbil representa el futur de l'empresa. El discurs de Zuckerberg amplia l'objectiu que va plantejar a la conferència TechCrunch el setembre de 2013, pel qual treballa per ampliar la cobertura d'Internet als països en desenvolupament.
Juntament amb altres figures tecnològiques nord-americanes com Jeff Bezos i Tim Cook, Zuckerberg va acollir el polític xinès visitant Lu Wei, conegut com el tsar d'Internet per la seva influència en l'aplicació de la política en línia de la Xina, a la seu de Facebook el 8 de desembre de 2014. La reunió es va produir després que Zuckerberg participés en una sessió de preguntes i respostes a la Universitat Tsinghua de Pequín, Xina, el 23 d'octubre de 2014, on va conversar en xinès mandarí; tot i que Facebook està prohibit a la Xina, Zuckerberg és molt considerat entre la gent i va estar a la universitat per ajudar a alimentar el creixent sector emprenedor del país.
Zuckerberg va respondre preguntes durant una sessió de preguntes i respostes en directe a la seu de l'empresa a Menlo Park l'11 de desembre de 2014. El fundador i conseller delegat va explicar que no creu que Facebook sigui una pèrdua de temps, perquè facilita el compromís social, i participar en una sessió pública va ser perquè pogués aprendre a servir millor a la comunitat.
Zuckerberg rep un sou d'un dòlar com a CEO de Facebook. El juny de 2016, Business Insider va nomenar Zuckerberg com un dels 10 millors visionaris empresarials que creen valor per al món juntament amb Elon Musk i Sal Khan, a causa del fet que ell i la seva dona es van comprometre a regalar el 99% de la seva riquesa- aleshores s'estimava en 55.000 milions de dòlars.
El 25 de maig de 2017, en el 366è dia de la graduació de Harvard, Zuckerberg, després de pronunciar un discurs de graduació, va rebre un títol honorífic de Harvard.
El gener de 2019, Zuckerberg va plantejar la integració d'un sistema xifrat d'extrem a extrem per a tres principals plataformes de xarxes socials, com Facebook, Instagram i WhatsApp. El 14 d'agost de 2020, Facebook va integrar els sistemes de xat per a Instagram i Messenger tant en dispositius iOS com Android. L'actualització va fomentar la comunicació creuada entre els usuaris d'Instagram i Facebook.

## Els mitjans de comunicació
L'any 2010 s'estrenà The Social Network, una pel·lícula sobre la seva vida i basada en el llibre Multimilionaris per accident, de Ben Mezrich en la qual l'actor Jesse Eisenberg interpreta el paper de Mark.
Després de guanyar el Globus d'Or a la Millor Pel·lícula el 16 de gener de 2011, el productor Scott Rudin va agrair a Zuckerberg i Facebook la seva disposició per permetre’ns usar la seva vida i obra com una metàfora a través de la qual hem explicat una història sobre la comunicació i la manera com es relacionen les persones entre si.
El 29 de gener de 2011, Zuckerberg va fer una aparició sorpresa al programa americà Saturday Night Live, on es trobava Jesse Eisenberg com a convidat i van admetre que era la primera vegada que havien coincidit. Eisenberg demanà a Zuckerberg què pensava sobre la pel·lícula i aquest va respondre que li havia semblat molt interessant.

## Filantropia i Iniciativa Chan Zuckerberg

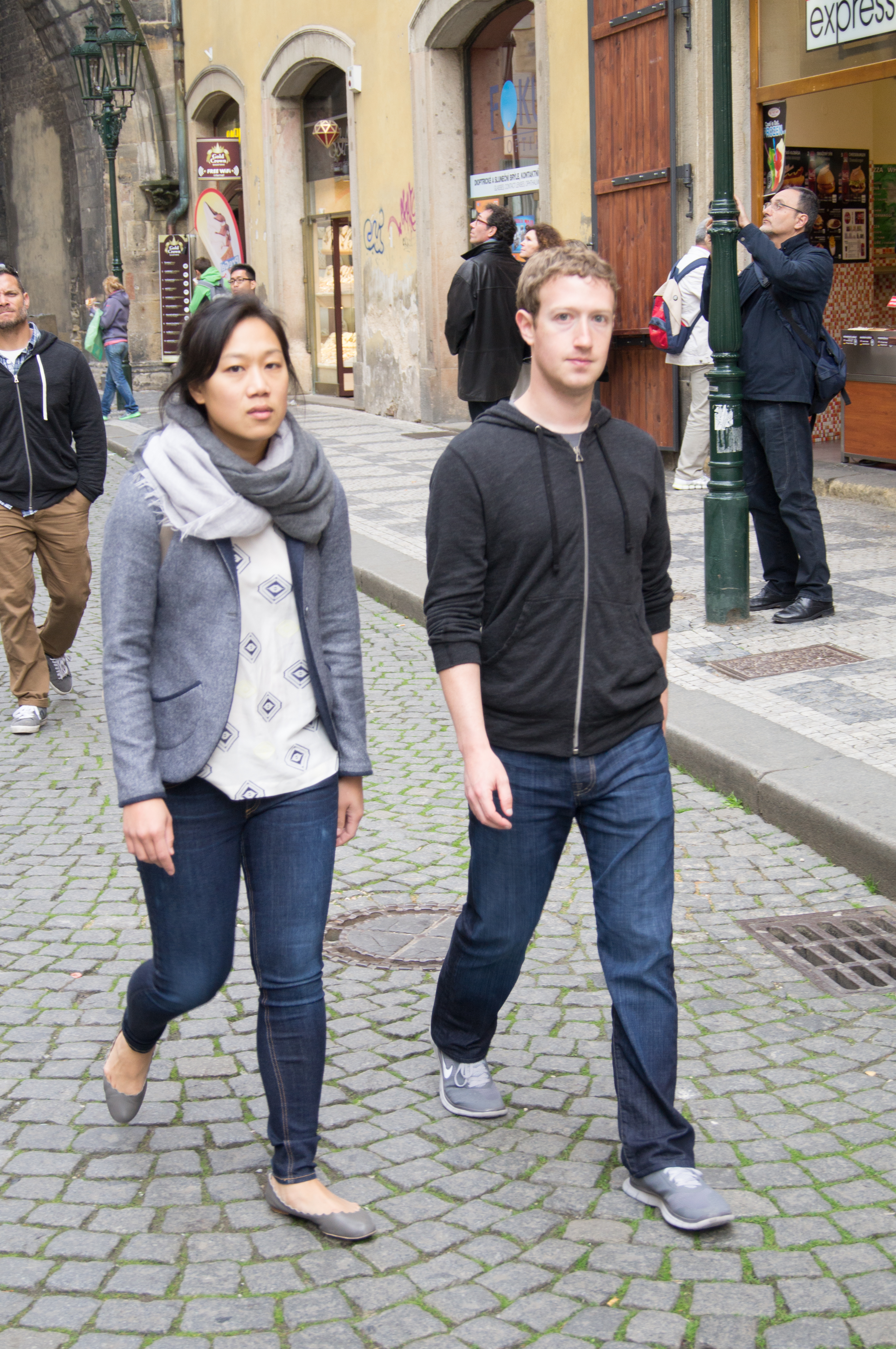
Zuckerberg i la seva dona Priscilla Chan el maig de 2013

Zuckerberg va fundar la fundació Start-up: Education. El 22 de setembre de 2010, es va informar que havia donat 100 milions de dòlars a Newark Public Schools, el sistema escolar públic de Newark, Nova Jersey.< Els crítics van assenyalar que el moment de la donació estava a prop del llançament de The Social Network, que va pintar un retrat una mica negatiu de Zuckerberg. Zuckerberg va respondre a les crítiques dient: «El que em va semblar més sensible amb el moment de la pel·lícula va ser que no volia que la premsa sobre la pel·lícula de The Social Network es fusionés amb el projecte de Newark. Estava pensant a fer-ho de manera anònima. només perquè les dues coses es poguessin mantenir separades». L'alcalde de Newark, Cory Booker, va declarar que ell i el governador de Nova Jersey Chris Christie havien de convèncer l'equip de Zuckerberg que no fes la donació de manera anònima. Els diners es van malgastar en gran part, segons el periodista Dale Russakoff.
L'any 2010, Zuckerberg, Bill Gates i l'inversor Warren Buffett van signar The Giving Pledge, en què van dir que donarien a organitzacions benèfiques almenys la meitat de la seva riquesa al llarg del temps, i van convidar a altres entre els rics a donar el 50 % o més de la seva riquesa a caritat. El desembre de 2012, Zuckerberg i la seva dona Priscilla Chan van dir que al llarg de les seves vides dedicarien la major part de la seva riquesa a afavorir el potencial humà i promoure la igualtat amb l'esperit de The Giving Pledge.
El 19 de desembre de 2013, Zuckerberg va anunciar una donació de 18 milions d'accions de Facebook a la Silicon Valley Community Foundation, que s'executarà a finals de mes; segons la valoració de Facebook a partir d'aleshores, les accions ascendien als 990 milions de dòlars. El 31 de desembre de 2013, la donació va ser reconeguda com el regal benèfic més gran del registre públic de 2013. The Chronicle of Philanthropy va situar Zuckerberg i la seva dona al capdavant de la llista anual dels 50 nord-americans més generosos de la revista el 2013, després d'haver donat aproximadament mil milions de dòlars a caritat.
L'octubre de 2014, Zuckerberg i la seva dona van donar 25 milions de dòlars per combatre la malaltia del virus de l'Ebola, concretament l'epidèmia del virus de l'Ebola d'Àfrica Occidental.
L'1 de desembre de 2015, Zuckerberg i Chan es van comprometre a transferir el 99% de les seves accions de Facebook, valorades després en 45 mil milions de dòlars a la Iniciativa Chan Zuckerberg. Els fons no es transferirien immediatament, sinó al llarg de les seves vides. En lloc de formar una corporació benèfica per donar el valor de les accions a, com han fet Bill Gates, Warren Buffett, Larry Page, Sergey Brin i altres multimilionaris, Zuckerberg i Chan van optar per utilitzar l'estructura d'una societat de responsabilitat limitada (LLC). Alguns periodistes i acadèmics han dit que la Iniciativa Chan Zuckerberg duu a terme el filantrocapitalisme.
El 2016, la Iniciativa Chan Zuckerberg va donar 600 milions de dòlars per crear l'organització benèfica exempta d'impostos Chan Zuckerberg Biohub, un espai de recerca col·laboratiu al districte de Mission Bay de San Francisco, a prop de la Universitat de Califòrnia a San Francisco, amb la intenció de fomentar la interacció i la col·laboració entre científics de la UCSF, Universitat de Califòrnia, Berkeley, i la Universitat Stanford. La propietat intel·lectual generada seria propietat conjunta de Biohub i la institució d'origen del descobridor. A diferència de fundacions com la Fundació Bill i Melinda Gates, que obren tota la investigació finançada a l'accés i la reutilització sense restriccions per part del públic, Biohub va conservar el dret de comercialitzar qualsevol investigació que finança. Els inventors tindran l'opció de fer els seus descobriments de codi obert, amb permís de Biohub. Per augmentar l'accés a la investigació científica i promoure la ciència oberta, CZ Biohub requereix que els seus investigadors i científics del personal publiquin els manuscrits enviats i les dades relacionades en servidors de preimpressió com bioRxiv.
Enmig de la pandèmia de la COVID-19, Zuckerberg va donar 25 milions de dòlars a un accelerador amb el suport de la Fundació Bill i Melinda Gates que busca tractaments per a la malaltia. També va anunciar 25 milions en subvencions per donar suport al periodisme local afectat per la pandèmia i 75 milions de dòlars en compres d'anuncis als diaris locals per part de Facebook, Inc., on Facebook es comercialitzaria.